# Albert Gabard
Pour les articles homonymes, voir Gabard.
Albert Gabard, né le 5 juin 1908 à Châteauroux et mort le 5 mars 1985 dans le 14e arrondissement de Paris,,, est un coureur cycliste français. Professionnel durant les années 1930, il a notamment remporté le Tour de Corrèze, une étape du Circuit de l'Ouest et Paris-Limoges. Il a également participé au Tour d'Italie en 1935 avec l'équipe Helyett-Hutchinson. 
Son fils Claude a lui aussi été coureur cycliste.

## Palmarès

### Par année
- 1928
  - Paris-Sens
- 1930
  - 3e de Paris-Contres
  - 3e de Paris-Rouen
- 1931
  - Tour de Corrèze
- 1932
  - 2e du Tour de Corrèze
- 1933
  - 4e étape du Circuit de l'Ouest
  - 2e étape de Bordeaux-Toulouse-Bordeaux
  - Commentry-Clermont Ferrand-Commentry
  - 2e de Paris-Contres
  - 2e de Paris-Lille
  - 3e de Paris-Troyes
  - 8e de Paris-Tours
- 1934
  - 2e de Paris-Châteauroux
  - 2e du Grand Prix de Thizy
  - 2e de la Polymultipliée
  - 4e de Bordeaux-Paris
- 1936
  - Paris-Limoges
- 1938
  - 3e de la Roue d'Or de Buffalo

### Résultats sur les grands tours

#### Tour d'Italie
1 participation
- 1935 : 34e